# Jules Laffitte
Pour les articles homonymes, voir Laffitte.
Jules Laffitte (ou Jules-Jean Laffitte), né le 16 mai 1838 à Bercy et mort le 14 mars 1904 à Chatou, est un journaliste français.

## Biographie
Jean-Marie-Théodore Laffitte (écrit par erreur avec un seul « f » sur son acte de naissance), est le fils de Marie Saunier et de Jean-Antoine Laffitte, tonnelier à Bercy. La famille s'installe par la suite dans l'Hérault.
Enfant frondeur, Jules est scolarisé quelque temps à la maison d'éducation des frères Fabre, à Gignac, dont il est finalement renvoyé en 1848.
Jules Laffitte est encore mineur lorsqu'il émigre. Installé à l'Île Maurice, il y débute dans la presse dès 1859, sous l'égide de Francis Channel, directeur du Commercial Gazette de Port-Louis, journal en langue anglaise dont le jeune homme devient rédacteur en chef. Il revient en France lors de la guerre franco-allemande de 1870, pendant laquelle il sert comme capitaine dans la garde nationale puis dans l'artillerie départementale de l'Hérault.
Présent à Paris pendant la Commune, Laffitte est nommé délégué de l'Alliance républicaine des départements, fondée en avril par Millière. Il quitte cependant cette formation dès le ralliement de celle-ci à la Commune et quitte bientôt la ville grâce à un passeport fourni par l'ambassade du Royaume-Uni. Revenu après la Semaine sanglante, Laffitte est présenté à Léon Gambetta par un ancien client de celui-ci, Louis Buette. Peu de temps après, il fait la rencontre d'Auguste Dumont, administrateur du Figaro, qui lui permet de faire ses premiers pas dans la presse parisienne en lui confiant les fonctions d'administrateur-gérant de l'éphémère Revue comique de Bertall (octobre-décembre 1871). Après cette brève expérience, il retourne à Maurice.
En 1876, il devient l'administrateur-délégué et l'un des principaux actionnaires du journal gambettiste La République française. Trois ans plus tard, en 1879, il devient le directeur du Voltaire, où il publie notamment Nana d'Émile Zola. Après une interruption entre 1886 et novembre 1888, il reprend la direction du Voltaire.
Trésorier-syndic du Syndicat de la presse parisienne, Laffitte est décoré de la Légion d'honneur en décembre 1882 grâce à Philippe Jourde, président de ce syndicat et directeur du Siècle. Laffitte est également l'un des cofondateurs de l'Association des journalistes parisiens (1885) et de la Société des victimes du devoir.
Divorcé de Nancy Gimel, Laffitte se remarie en 1886 avec Marie-Ernestine-Florida Vidal, née en 1853. Leurs témoins sont Charles Floquet, Arthur Ranc et Ambroise Thomas.
En juin 1889, Laffitte achète le journal Le Siècle.
En 1891, Laffitte se retire temporairement de la presse et assume les fonctions d'adjoint au maire du 16e arrondissement.
Le 11 février 1902, Laffitte lance le Pavé de Paris, un hebdomadaire satirique illustré, dans lequel il commence la publication de ses Souvenirs d'un directeur de journal, mais dont la publication cesse dès le 14 juillet suivant. Au mois d'avril de la même année, à l'occasion des élections législatives, il se présente comme républicain antiministériel (c'est-à-dire opposé au gouvernement Waldeck-Rousseau) dans la première circonscription du 16e arrondissement. Il n'obtient cependant qu'un très faible nombre de voix.
Cette même année 1902, Laffitte rachète La République (ex-République française), journal des républicains progressistes opposés au gouvernement Combes. Après lui avoir rendu son titre initial, il en devient le rédacteur en chef à partir du 16 août et confirme Jules Méline, chef des républicains progressistes, au poste de directeur politique. En novembre, un scandale éclate quand Le Rappel révèle que Laffitte serait entré en pourparlers avec l'abbé Pierre Dabry (d), directeur de L'Observateur français, un journal catholique et clérical, en vue d'une combinaison commerciale voire politique. Niant toute part dans ces tractations, Méline se retire du journal. Quelques semaines plus tard, à la fin du mois de décembre, Laffitte prend définitivement sa retraite.
Mort le 14 mars 1904 à son domicile du 3bis de la rue des Calèches, à Chatou, il est inhumé civilement dans le cimetière de cette commune le 17 mars.